# ニューマン＝コイルス法
ニューマン＝コイルス法（ニューマン＝コイルスほう、Newman–Keuls method）またはスチューデント＝ニューマン＝コイルス法（スチューデント＝ニューマン＝コイルスほう、Student–Newman–Keuls〔SNK〕method）は、互いに有意に異なる標本平均を同定するために使われる段階的多重比較手順である。名称はスチューデント（1927年）、D・ニューマン、M・コイルスに因む。この手順は、3つ以上の標本平均間の有意な差が分散分析（ANOVA）によって明らかにされている時のpost-hoc（事後）検定としてしばしば使われる。ニューマン＝コイルス法はテューキーの範囲検定と似ており、どちらの手順もスチューデント化された範囲の統計量を使用する。テューキーの範囲検定とは異なり、ニューマン＝コイルス法は平均の比較の異なる対に対して異なる臨界値を用いる。ゆえに、この手順は群平均間の有意差をより明らかにしやすく、帰無仮説が真である時にこれを誤って棄却する第一種過誤を起こしやすい。言い換えると、ニューマン＝コイルス法はテューキーの範囲検定よりも検出力が高いが、テューキーの範囲検定よりも保守的でない。

## 歴史
ニューマン＝コイルス法は1939年にニューマンによって導入され、1952年にコイルスによってさらに発展された。これはテューキーが異なる種類の多重エラー率の概念を提示する前である（1952a、1952b、1953）。
ニューマン＝コイルス法は1950年代や1960年代に人気があった。しかし、多重比較検定においてファミリーワイズエラー率（FWER）の制御が判断基準として受け入れられるようになると、ニューマン＝コイルス法は（群の数が3である特殊な場合を除いて）FWERを制御しないため、人気がなくなった。1955年、ベンジャミニとホフバーグはこの種の問題に対して、新たな、より甘く、より検出力の高い基準である偽発見率（FDR）を提示した。2006年、シェイファーは（大規模なシミュレーションによって）ニューマン＝コイルス法が、ある程度の制約付きでFDRを制御することを示した。

## 必要な仮定
ニューマン＝コイルス検定の仮定は、独立した群のt検定の仮定（正規性、等分散性、観測の独立性）と本質的に同じである。ニューマン＝コイルス検定は正規性の違反には非常に頑強である。平均二乗誤差（MSE）が全ての群からのデータに基づくため、等分散性の違反は2標本の場合よりも問題がある。観測の独立の仮定は重要であり、違反してはならない。

## 手順
ニューマン＝コイルス法は標本平均を比較する時に段階的アプローチを取る。平均の比較に先立って、全ての標本平均が順位付けされ、これによって標本平均の順序付けされた範囲（p）が得られる。次に、最も大きな標本平均と最も小さな標本平均間の比較が行われる。最大範囲が4つの平均（p = 4）の場合を考えると、最大の平均と最小の平均との間でニューマン＝コイルス法によって有意差が明らかになれば、この個別の平均の範囲に対する帰無仮説が棄却される。次はより小さな3つの平均の範囲（p = 3）で比較を行う。任意の範囲内の2つの標本平均間に有意差があれば、この段階的比較は最後の2つの平均の比較まで続けて行われる。2つの標本平均間に有意差がなかった場合、その範囲内の全ての帰無仮説は保留され、これ以上の小さな範囲内の比較は必要ではない。
|        | {\displaystyle {\bar {X}}_{1}} | {\displaystyle {\bar {X}}_{2}} | {\displaystyle {\bar {X}}_{3}} | {\displaystyle {\bar {X}}_{4}} |
| ------ | ------------------------------ | ------------------------------ | ------------------------------ | ------------------------------ |
| 平均値 | 2                              | 4                              | 6                              | 8                              |
| 2      |                                | 2                              | 4                              | 6                              |
| 4      |                                |                                | 2                              | 4                              |
| 6      |                                |                                |                                | 2                              |

等しいサンプルサイズの2つの平均間で有意差があるかを決定するために、ニューマン＝コイルス法はテューキーの範囲検定で用いられるものと同じ式を用いる。この式では、2つの標本平均間の差を取り、標準誤差で割ることでq値が計算される。
{\displaystyle q={\frac {{\bar {X}}_{A}-{\bar {X}}_{B}}{\sqrt {\frac {MSE}{n}}}},}
上式において、 {\displaystyle q}はスチューデント化された範囲の値、{\displaystyle {\bar {X}}_{A}}と{\displaystyle {\bar {X}}_{B}}は範囲内の最大と最小の標本平均、{\displaystyle MSE}は分散分析表から取られた誤差分散、{\displaystyle n}はサンプルサイズ（標本内の観測の数）を表わす。もし平均のサンプルサイズが等しくない場合（{\displaystyle {n_{A}}\neq {n_{B}}}）は、ニューマン＝コイルス式は以下のように調節される。
{\displaystyle q={\frac {{\bar {X}}_{A}-{\bar {X}}_{B}}{\sqrt {{\frac {MSE}{2}}({\frac {1}{n_{A}}}+{\frac {1}{n_{B}}})}}},}
上式において、{\displaystyle n_{A}}と{\displaystyle n_{B}}は2つの標本平均のサンプルサイズを表わす。どちらの場合も、MSE（平均二乗誤差）は分析の最初の段階で行われるANOVAから取られる。
計算されると、算出されたq値は、有意レベル（{\displaystyle \alpha }）、ANOVA表からの誤差の自由度（{\displaystyle \nu }）、検定される標本平均の範囲（{\displaystyle p}）に基づくq分布表中のq臨界値（{\displaystyle q_{\alpha }\,_{\nu }\,_{p}}）と比較することができる。もし算出されたq値がq臨界値と等しいあるいはそれよりも大きい場合、その特定の平均の範囲に対する帰無仮説（H0: μA = μB）は棄却される。範囲内の平均の数はそれぞれの対比較で変わるため、q統計量の臨界値もそれぞれの比較で変わり、これによってニューマン＝コイルス法はテューキーの範囲検定よりも甘く、ゆえにより検出力が高くなる。したがって、ニューマン＝コイルス法を用いて対比較に有意差があると明らかになったとしても、テューキーの範囲検定で分析した時に有意差があるとは限らない。逆に言うと、ニューマン＝コイルス法を用いて有意差が見出されなかった場合は、テューキーの範囲検定で検定しても決して有意差は見出されない。